# Сулейманов, Джаваншир Ислам оглы
Джаваншир Ислам Сулейманов (род. 1950, Тбилиси) — азербайджанский учёный-криминалист, доктор юридических наук, профессор, с июля 2013 года — заведующий Отделом уголовно-правовых дисциплин Института права и прав человека Национальной Академии наук Азербайджанской Республики.

## Биография
Родился в 1950 г. в г. Тбилиси, где окончил среднюю школу № 70. В 1969—1974 гг. обучался на дневном отделении юридического факультета Азербайджанского государственного университета.
С 1974 г. по 2005 г. работал в различных следственных подразделениях МВД Азербайджанской Республики, с 1990 г. в специальном звании полковника полиции. Награждён медалями за отличную службу трёх степеней, нагрудными знаками, ценными подарками, почётными грамотами МВД СССР и МВД Азербайджанской Республики, медалью общества «Знание». Первым в СССР избран членом Международной ассоциации шефов полиции.
Являлся бессменным руководителем Научно-методического центра УВД Бакгорисполкома.
Совмещал работу в МВД с научной и педагогической деятельностью. Преподавал криминалистику и уголовный процесс в Бакинском государственном университете, университетах «Тефеккюр» и «Азербайджан», являлся председателем государственной экзаменационной комиссии по магистратуре БГУ, членом диссертационных советов БГУ и Института права и прав человека НАНА (НАНАР).
В 1987 г. в Академии МВД СССР под научным руководством проф. И. М. Лузгина защитил кандидатскую диссертацию по специальности 12.00.09 на тему «Методика расследования крупных хищений государственного имущества, связанных с частнопредпринимательской деятельностью».
В 1989 г. МВД СССР направило во все следственные подразделения методические указания по использованию при расследовании преступлений кибернетических методов обзора и оценки программ, разработанных Д. И. Сулеймановым. 
В 1997 г. в Киевском государственном университете им Т. Г. Шевченко первым из азербайджанских учёных защитил докторскую диссертацию по криминалистике по специальности 12.00.09 на тему «Концептуальные основы использования информации при расследовании преступлений».
Является членом ряда зарубежных научно-исследовательских и правозащитных организаций, экспертом ВАК при Президенте Азербайджанской Республики, членом научно-консультативного Совета при Генеральном прокуроре Азербайджанской Республики и научно-консультативного Совета Министерства юстицииАзербайджанской Республики, Коллегии адвокатов Азербайджанской Республики. В 1992 г. избран Президентом Международной организации правовых исследований, состоящей в статусе консультанта Департамента по экономическим и социальным вопросам ООН
Участвовал в разработке проектов нормативных актов, проведении их правовых экспертиз.
С 2003 г. главный редактор журнала «Юридические науки и образование», индексированного в международных базах данных и являющегося членом Международной ассоциации по связям издателей
Под научным руководством Д. И. Сулейманова защищены 18 кандидатских диссертаций по криминалистике и уголовному процессу, подготовлены 3 докторские диссертации.
Является автором более 150 научных работ, в том числе 10 учебных и методических пособий, 5 монографий по проблемам криминалистики, уголовного процесса, прав человека и искусственного интеллекта в судопроизводстве. В 2000 г. под редакцией Сулейманова Д. И. издан международный учебник «Криминалистика», рекомендованный в качестве такового в ряде стран.
Автор сборника художественных рассказов о работе следователей.
Женат, имеет четверых детей.

## Основные работы
- Возможности метода оценки и обзора программ при расследовании хищений государственного и общественного имущества в крупных размерах: статья. Вопросы организации следственной работы в органах внутренних дел. ВСШ МВД СССР, выпуск 6, Волгоград, 1979;
- Использование общественности в предупреждении преступлений. Методическая разработка для сотрудников органов внутренних дел. Баку, НМЦ УВД БГИ, 1990;
- Использование методов сетевого планирования и ЭВМ в расследовании хищений государственного или общественного имущества. Методическое пособие. М., МССШМ МВД СССР, 1990;
- Методика оптимального расследования хищений государственного имущества с использованием персонального компьютера. Методическое пособие. Баку, НМЦ УВД БГИ 1991;
- Проблемы взаимодействия следователя и оперативных работников при расследовании преступлений. Учебное пособие. Баку, НМЦ УВД БГИ, 1991;
- Выявление и расследование незаконной предпринимательской деятельности, связанной c хищениями государственного или общественного имущества. Учебное пособие под ред. Д. И. Сулейманова. Баку, НМЦ УВД БГИ, 1991 (в соавт.);
- Тактика обыска и выемки. Библиотечка криминалиста. Вып. 1. Учебное пособие под ред. Д. И. Сулейманова. Баку, НМЦ УВД БГИ, 1991 (в соавт.);
- Криминалистические аспекты следственного осмотра. Библиотечка криминалиста. Вып. 2. Учебное пособие под ред. Д. И. Сулейманова. Баку, НМЦ УВД БГИ, 1991 (в соавт.);
- Рекомендации по профилактике преступлений. Методическое пособие. На азерб. языке. Баку, НМЦ УВД БГИ, 1991 (в соавт.);
- Криминалистические аспекты следственного эксперимента. Библиотечка криминалиста. Вып. 3. Учебное пособие под ред. Д. И. Сулейманова. Баку, НМЦ УВД БГИ, 1991 (в соавт.);
- Механизм преступления. Библиотечка криминалиста. Вып. 4. Учебное пособие под ред. Д. И. Сулейманова. Баку, Ишыг, 1992 (в соавт.);
- Методика расследования убийств. Учебное пособие под ред. Д. И. Сулейманова. Баку, Ишыг, 1993 (в соавт.);
- Тактика допроса обвиняемого в конфликтной ситуации. Учебное пособие под ред. Н. И. Порубова. Баку, НМЦ ГУП, 1993 (в соавт.);
- Концептуальные основы использования информации при раскрытии преступлений. Монография. Баку, АзНИИПКК и СЭ, 1994;
- Механизм преступления. Учебное пособие. Баку, издательство Бакинского университета, 1998 (в соавт.);
- Следственный эксперимент. Учебное пособие. Баку, Араз, 1998;
- История и теория криминалистики. Учебное пособие под ред. Д. И. Сулейманова. Баку, Военное издательство, 1999 (в соавт.);
- Криминалистика. Учебник для ВУЗов под ред. Д. И. Сулейманова. Баку, Ишыг, 2000 (в соавт.);
- Криминалистический словарь. Под ред. Д. И. Сулейманова. Баку, Адильоглы, 2004 (в соавт.);
- Комментарий к Уголовно-процессуальному кодексу Азербайджанской Республики. Меры процессуального принуждения. Учебное пособие под ред. Д. И. Сулейманова. Баку, Ганун, Авропа еви, 2004 (в соавт.);
- Комментарий к парадоксам УПК Азербайджанской Республики. Баку, «Тефеккюр», 2004 (в соавт.);
- Уголовно-процессуальное принуждение: проблемы выбора и применения. Учебное пособие под ред. Д. И. Сулейманова. Баку, МОПИ, Ченлибель, 2010 (в соавт.);
- Коллизии уголовно-процессуального законодательства и пути их устранения. Монография. На азерб. языке. Баку, ИПЧ НАНА, 2018;
- Практикум по уголовному процессу и криминалистике. Учебно-методическое пособие. Баку, Сада, 2019;
- Концепция интегративной криминалистической тактики. Монография. Баку, Сада, 2019 (в соавт.);
- Комментарий к Уголовно-процессуальному кодексу Азербайджанской Республики. Меры процессуального принуждения. Учебное пособие под ред. Д. И. Сулейманова. Баку, Сада, 2019 (в соавт.);
- Права человека и уголовный процесс. Руководство по справедливому судопроизводству. Под ред. Д. И. Сулейманова. Баку, Сада, 2019 (в соавт.);
- Тактика защиты прав человека в уголовном судопроизводстве. Монография. Баку, Сада, 2019 (в соавт.);
- Искусственный интеллект и судопроизводство: проблемы и тенденции. Монография. Баку, Сада, 2021.